# Blepharidachne
Blepharidachne es un género de plantas herbáceas perteneciente a la familia de las poáceas. Es originario de América desde Estados Unidos hasta Argentina. Comprende 4 especies descritas y aceptadas.

## Taxonomía
El género fue descrito por Eduard Hackel y publicado en Nat. Pflanzenfam. [Engler & Prantl] ii. II. 126 (1887). La especie tipo es: Blepharidachne kingii (S. Watson) Hack.
Etimología
El nombre del género deriva del griego blepharis (pestañas), y achne (paja), aludiendo a los lemmas ciliados.
Citología
El número cromosómico básico del género es x = 7, con números cromosómicos somáticos de 2n = 14 . 2 ploide.

## Especies aceptadas
A continuación se brinda un listado de las especies del género Blepharidachne aceptadas hasta noviembre de 2014, ordenadas alfabéticamente. Para cada una se indica el nombre binomial seguido del autor, abreviado según las convenciones y usos.	
- Blepharidachne benthamiana (Hack. ex Kuntze) Hitchc.
- Blepharidachne bigelovii (S. Watson) Hack.
- Blepharidachne hitchcockii Lahitte
- Blepharidachne kingii (S. Watson) Hack.